# Синти
Синтите са тракийско племе, населявало според повечето историци десния бряг по средното течение на река Струма (в античността Стримон) от двете страни на Рупелското дефиле, както и земите по течението на Струмешница.
Според повечето историци синтите, споменати на остров Лемнос, и синтите по Стримон са едно и също племе, което се е прехвърлило от острова на континента или обратно. Стримонските синти са споменати най-рано от Тукидид, при описанието на похода на Ситалк към Македония в 429 г. пр.н.е.: тракийската войска достига необитаемата планина Кернике, като отляво са синти и меди, а отдясно пеони. Според Страбон Стримон извира от земите на агрианите, тече през тези на медите и синтите и се влива в морето на границата между бисалтите и одомантите. Може би синтите са били асимилирани от медите. Според Тит Ливий център на областта Синтика, която се простира от Стримон до земите на медите, е Амфиполис. Според Клавдий Птолемей и Стефан Византийски Синтика е продължение на Бисалтия.
През 2002 г. след една случайна находка в землището на село Рупите, Петричко е локализиран античния град Хераклея Синтика, споменаван многократно от античните автори.